# Кожушки
Кожу́шки — село в Україні, у Ярунській сільській громаді Звягельського району Житомирської області. Населення становить 286 осіб.

## Історія
В 1906 році село Смолдирівської волості Новоград-Волинського повіту Волинської губернії. Відстань від повітового міста 16 верст, від волості 8. Дворів 51, мешканців 323.

## Населення

### Мова
Розподіл населення за рідною мовою за даними :
| Мова       | Кількість | Відсоток |
| ---------- | --------- | -------- |
| українська | 280       | 97.9%    |
| російська  | 6         | 2.1%     |
| Усього     | 286       | 100%     |